# Une femme à sa fenêtre
Pour plus de détails, voir Fiche technique et Distribution.
Une femme à sa fenêtre est un film franco-germano-italien réalisé par Pierre Granier-Deferre sorti en 1976, d'après l'œuvre de l'écrivain français Pierre Drieu la Rochelle, avec Romy Schneider, Philippe Noiret et Victor Lanoux dans les rôles principaux.

## Synopsis
Rico et Margot Santorini ne s'aiment plus. Lui, play-boy vaguement diplomate, collectionne les aventures féminines ; Margot, belle, riche et courtisée est dans l'attente d'un grand amour. En cette année 1936, le monde décadent et sans âme de la grande bourgeoisie grecque n'offre guère d'occasions de vivre intensément comme le souhaiterait la romanesque Margot, qui cache sa véritable nature sous un masque de cynisme et de frivolité. Certes, il y a Raoul Malfosse, le plus assidu et le plus sympathique de ses soupirants ; mais il est semblable à ces nombreux industriels plus attachés à la réussite de leurs affaires qu'au sort du monde. Cette chaude nuit d'août, où, de sa fenêtre, Margot est le témoin d'une chasse à l'homme, va bouleverser la destinée de la jeune femme.
En effet, elle accueille dans sa chambre le fugitif, Michel Boutros, militant hostile au régime en place et poursuivi par la police. Le courage, l'idéalisme et l'humanité de cet homme la séduisent immédiatement et elle tombe éperdument amoureuse de lui. Tous les moyens seront bons, désormais, pour lui permettre de vivre sa passion. Avec l'aide de Rico, elle dissimule Michel aux recherches de la police : elle le fait employer comme chauffeur par Malfosse. Puis elle disparaît définitivement avec l'homme qu'elle aime. Plus tard, Rico et Malfosse tentent en vain de la retrouver. En 1967, une jeune femme, la fille de Michel et Margot, revient en Grèce sur les lieux où ses parents se sont connus et aimés.

## Fiche technique
- Titre : Une femme à sa fenêtre
- Réalisation : Pierre Granier-Deferre
- Scénario : Jorge Semprún et Pierre Granier-Deferre, d'après le roman Une femme à sa fenêtre de Pierre Drieu la Rochelle (éditions Gallimard)
- Dialogues : Jorge Semprún
- Directeur de la photographie : Aldo Tonti
- Montage : Jean Ravel
- Décors : Enzo Bulgareli
- Costumes : Jacques Fonteray et Maria Baroni
- Maquillages : Didier Lavergne et Lamberto Marini
- Assistant réalisateur : Jean-Michel Lacor
- Opérateur caméra : Jean Harnois
- Musique : Carlo Rustichelli
- Son : Roy Mangano
- Directeur de production : Georges Casati
- Producteur : Albina du Boisrouvray
- Société de production : Albina Productions (Paris), Cinéma 77 Beteilligung/Co 3 Produktion (Berlin), Rizzoli Films (Rome)
- Pays :   France  Allemagne de l'Ouest  Italie
- Société de distribution : Société Nouvelle de Cinématographie (en France)
- Format : couleur (Eastmancolor Panavision)
- Genre : drame
- Durée : 110 minutes
- Date de sortie en salles :  France : 10 novembre 1976

## Distribution
- Romy Schneider : Margot Santorini / sa fille
- Philippe Noiret : Raoul Malfosse
- Victor Lanoux : Michel Boutros
- Umberto Orsini : Rico Santorini
- Gastone Moschin : Primoukis
- Delia Boccardo : Dora Cooper
- Martine Brochard : Avghi
- Joachim Hansen : Stahlbaum
- Carl Möhner : Van Pahlen
- Neli Riga : Amalia
- Vassilis Kolovos (el) : Andréas
- Paul Müller : le directeur
- Camille Piton : le gardien
- Aldo Farina : l'Américain
- Jean Martin : Pierre Drieu la Rochelle
- Jeanne Herviale (non créditée) : la domestique de Drieu la Rochelle

## Distinctions

### Nominations
- César 1977 : Meilleure actrice pour Romy Schneider et Meilleur montage pour Jean Ravel